# Río Tajo (2008)
El buque Río Tajo es un antiguo buque de salvamento de manufactura alemana, utilizado actualmente como patrullero de altura por el Servicio Marítimo de la Guardia Civil.

## Historial

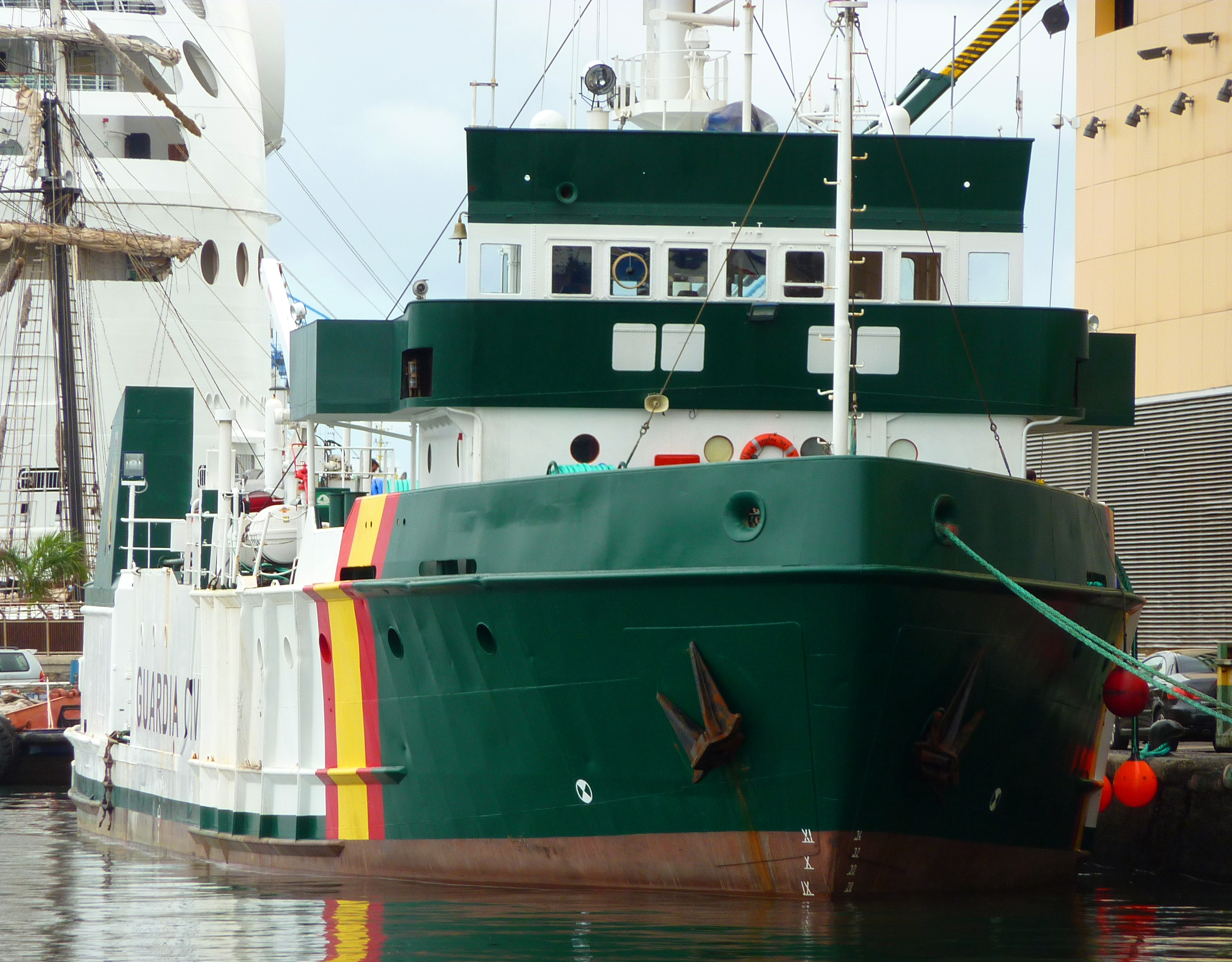
El Río Tajo en su base del Puerto de la Luz (Las Palmas).

Es un antiguo buque de salvamento construido en Alemania en 1973 y transformado en patrullero por los astilleros Repnaval de Las Palmas, estuvo destacado en Mauritania con el nombre Britannia 1 antes de ser adquirido por la Guardia Civil. Actualmente dispone de tripulación civil contratada y un destacamento de cuatro miembros del Servicio Marítimo.
Junto al Río Miño, un antiguo pesquero cuya velocidad apenas sobrepasa los 10 nudos, el Río Tajo, igualmente escaso de velocidad y construido como buque de apoyo a plataformas fue transformado para misiones de salvamento en buque de seguridad de plataformas. Su adquisición (y posterior remozamiento) constituyó simplemente una medida de emergencia ante la avalancha de cayucos cargados de inmigrantes ilegales que se estaba dando en las costas de Canarias. Estos buques, que recibieron fuertes críticas por su escasa idoneidad y el estado no muy bueno en el que se encontraban, fueron por tanto una solución provisional hasta que se pudiera disponer de un patrullero propiamente dicho y de nueva construcción. Éste, el Río Segura, fue adjudicado a la empresa Astilleros Gondán en diciembre de 2008 y recibido dos años más tarde, en diciembre de 2010.